# 30-й армійський корпус (Третій Рейх)
30-й армі́йський ко́рпус (нім. XXX. Armeekorps (30.) — армійський корпус Вермахту за часів Другої світової війни.

## Райони бойових дій
- Німеччина (серпень 1939 — липень 1940);
- Польща (липень 1940 — січень 1941);
- Румунія та Болгарія (січень — березень 1941);
- Греція (квітень — червень 1941);
- СРСР (південний напрямок) (червень 1941 — вересень 1942);
- СРСР (північний напрямок) (вересень — листопад 1942);
- СРСР (південний напрямок) (грудень 1942 — серпень 1944);
- Нідерланди та Франція (грудень 1944 — травень 1945).

## Командування

### Командири
30-й армійський корпус
- генерал артилерії Отто Гартманн (нім. Otto Hartmann) (26 серпня 1939 — 25 березня 1941);
- генерал-лейтенант Ойген Отт (нім. Eugen Ott) (25 березня — 10 травня 1941);
- генерал-полковник Ганс фон Зальмут (нім. Hans von Salmuth) (10 травня — 27 грудня 1941);
- генерал-майор (з 15 січня 1942 — генерал-лейтенант, з 1 червня 1942 — генерал артилерії Максиміліан Фреттер-Піко (нім. Maximilian Fretter-Pico) (27 грудня 1941 — 4 липня 1944);
- генерал кавалерії Філіпп Клеффель (нім. Philipp Kleffel) (4 — 16 липня 1944), ТВО;
- генерал-лейтенант Георг-Вільгельм Постель (нім. Georg-Wilhelm Postel) (16 липня — 30 серпня 1944), потрапив до полону;

30-й армійський корпус особливого призначення
- генерал-лейтенант Еріх Гайнеманн (нім. Erich Heinemann) (26 жовтня — 15 листопада 1944), ТВО;
- генерал-лейтенант Йоахім фон Тресков (нім. Joachim von Treskow) (15 — 23 листопада 1944), ТВО;
- генерал-лейтенант Фрідріх-Вільгельм Нойманн (нім. Friedrich-Wilhelm Neumann) (23 листопада — 16 грудня 1944), ТВО;
- генерал кавалерії Філіпп Клеффель (нім. Philipp Kleffel) (16 грудня 1944 — 25 квітня 1945);
- генерал-лейтенант Арнольд Бурмайстер (нім. Arnold Burmeister) (25 квітня — до капітуляції).

## Бойовий склад 30-го армійського корпусу
Формування забезпечення та підтримки
- 430-те управління корпусного постачання (Korps-Nachschubtruppen 430);
- 430-й корпусний батальйон зв'язку (Korps-Nachrichten-Abteilung 430);
- 19-те артилерійське командування (Arko 19)[4].

- 93-тя піхотна дивізія (93. Infanterie-Division);
- 258-ма піхотна дивізія (258. Infanterie-Division).

- 76-та піхотна дивізія (76. Infanterie-Division);
- 258-ма піхотна дивізія.

- 164-та піхотна дивізія (164. Infanterie-Division);
- 50-та піхотна дивізія (50. Infanterie-Division).

- 198-ма піхотна дивізія (198. Infanterie-Division);
- 690-й моторизований саперний полк.

- 22-га піхотна дивізія (22. Infanterie-Division);
- 46-та піхотна дивізія (46. Infanterie-Division).

- 2/3 72-ї піхотної дивізії (72. Infanterie-Division);
- 1-ша румунська гірсько-піхотна дивізія (нім. 1. rumänische Gebirgs-Division).

- 72-га піхотна дивізія (72. Infanterie-Division);
- 170-та піхотна дивізія (170. Infanterie-Division);
- 28-ма єгерська дивізія (28. leichte Division);
- частини: 
  - 444-ї піхотної дивізії (125. Infanterie-Division);
  - 213-ї піхотної дивізії (213. Infanterie-Division);
  - 444-ї піхотної дивізії (444. Infanterie-Division).

- 12-та танкова дивізія (12. Panzer-Division).

- 38-ма піхотна дивізія (38. Infanterie-Division);
- 62-га піхотна дивізія (62. Infanterie-Division);
- 387-ма піхотна дивізія (387. Infanterie-Division).

- 46-та піхотна дивізія (46. Infanterie-Division);
- 257-ма піхотна дивізія (257. Infanterie-Division);
- 304-та піхотна дивізія (304. Infanterie-Division);
- 306-та піхотна дивізія (306. Infanterie-Division);
- 387-ма піхотна дивізія;
- 16-та панцергренадерська дивізія (16. Panzer-Grenadier-Division)

- 346-та піхотна дивізія (346. Infanterie-Division);